# Marčan
Marčan – wieś w Chorwacji, w żupanii varażdińskiej, w gminie Vinica. W 2011 roku liczyła 598 mieszkańców.